# Cupola del Profeta
La cupola del Profeta (in arabo فبة النبي‎?, Qubbat al-Nabi) conosciuta anche come la cupola di Gabriele (Qubbat Jibril) è una piccola cupola situata nella parte nord del Monte del Tempio nella Città Vecchia di Gerusalemme.

## Storia
La cupola del Profeta fu costruita nel 1538-1539 da Muhammad Bey, governatore ottomano di Gerusalemme. Fu ristrutturata nel 1620 su ordine di Faruq Bey. L'aspetto attuale risale alla ristrutturazione del 1620. La cupola è stata edificata in onore del profeta islamico Maometto. Alcuni dettagli decorativi furono aggiunti nel 1845.
Numerosi scrittori musulmani del passato, tra cui al-Suyuti, sostennero che il luogo su cui sorge la cupola è dove Maometto condusse i profeti e gli angeli in preghiera prima della sua ascensione al cielo.
Sotto la dominazione Ayyubide la cupola dell'Ascensione veniva chiamata cupola del Profeta e fu solo in seguito - certamente entro il 1225 - che variò la propria denominazione ed è quindi da non confondere con l'attuale.

## Architettura
La struttura ottagonale è costruita sopra otto colonne di marmo grigio. La cupola è supportata da archi ogivali decordati con pietre rosse, bianche e nere. L'antico miḥrāb è fatto di marmo bianco e circondato di pietre rosse.